# 孙树义
孙树义（1940年—），男，中华人民共和国政治人物，曾任人事部副部长，中央企业工作委员会副书记，第十届全国政协委员。